# NGC 5335
NGC 5335 (другие обозначения — UGC 8791, MCG 1-35-46, ZWG 45.129, NPM1G +03.0399, PGC 49310) — спиральная галактика с перемычкой (SBb) в созвездии Дева.
Этот объект входит в число перечисленных в оригинальной редакции «Нового общего каталога».
В галактике вспыхнула сверхновая SN 1996P типа Iа. Её пиковая видимая звёздная величина составила 17.